# 埃特納 (明尼蘇達州)
埃特納（英語：Etna）是位於美國明尼蘇達州菲爾莫爾縣布盧姆菲爾德鎮區的一個非建制地區。

## 歷史
埃特納的郵局於1856年設立，其後於1901年停運。此地得名自西西里島的埃特纳火山。

## 地理
埃特納所處的海拔為高於海平面391米（即1283英呎），而該地所採用的時區為UTC-6，即北美中部時區（CST）。同時該地設有夏令時間，為UTC-6調快一小時，即UTC-5（CDT）。